# Don’t Forget
A Don’t Forget Demi Lovato amerikai énekes debütáló stúdióalbuma. 2008. augusztus 23-án jelent meg a Hollywood Records gondozásában. Lovato a dalok többségét a Jonas Brothers elnevezésű amerikai együttessel szerezte, akik John Fields producerrel dolgoztak. Az énekes már a Rocktábor című film alatt elkezdett dolgozni lemezén. A számok nagy része a Look Me in the Eyes turné állomásain íródott. A korongon közreműködött Kara DioGuardi, Jason Reeves és a Rooney frontembere, Robert Schwartzman. Zeneileg az album pop-rock stílusú, elsősorban a tizenéves élet problémáiról szól.
A kritikusok pozitívan fogadták a lemezt, ugyanakkor sok hasonlóságot észleltek Demi és a Jonas Brothers dalai között (ők is producerei voltak a lemez néhány felvételének). Az album a Billboard 200-on második helyen debütált, arany minősítést elérve ezzel. Közel félmillió példány kelt el belőle az Egyesült Államokban. Kanadában top 10-es, Spanyolországban és Új-Zélandon top 40-es lett az eladási listákon.
Két kislemez jelent meg az albumról. A Get Back 43. lett a Billboard Hot 100 listán. Ezt a La La Land követte, mely világszerte megjelent. Az Egyesült Államokban 52. lett, Írországban és az Egyesült Királyságban pedig top 40-es slágerré vált. 2009-ben az énekes elkezdte nyári turnéját, mellyel a Don’t Forget mellett Here We Go Again című albumát is promotálta.

## Háttér

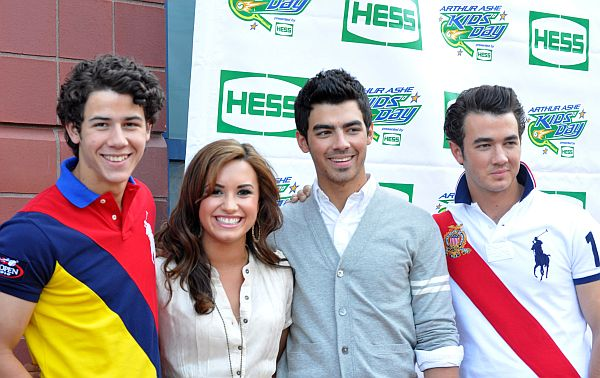
Demi a Rocktáborban a Jonas Brothers mellett szerepelt, akik segítették az album munkálatait.

Lovato-t a Disney Channel egy dallas-i meghallgatáson fedezte fel. 2007-ben szerepelt először az As the Bell Rings című sorozatban. A Jonas című műsor meghallgatására is jelentkezett, viszont nem vették fel. Helyette viszont sikerült a Rocktábor-ban szerepet kapnia. Hasonlóképpen aSonny, a sztárjelölt főszerepét is elnyerte. A Hollywood Records leszerződtette, miután elénekelte nekik Aguilera Ain’t No Other Man című dalát. Ezután Lovato elkezdett dolgozni albumán a Jonas Brothers-szel. Az énekes fontosnak találta, hogy velük dolgozhasson az anyagon. Úgy érezte, segítségre van szüksége a dalszerzéshez, hiszen ő olyan számokat írt, melyek „hevesebbek, viszont kevésbé megfogóak.” A lemezzel zenészkarrierjét akarta elindítani; nem egyszerűen csak a „lány a Rocktábor-ból” akart lenni. Szórakozni akart a lemezzel, de komolyabb, mélyebb témák is helyet foglalnak az anyagon: „Nem feltétlenül fogsz sokat [szomorú dal] találni az albumon, de a következő lemezen remélhetőleg igen. Ez az első, azt akartam, hogy vidám legyen…”
Lovato a Rocktábor forgatása alatt kezdett el dalokat írni. 2008-ban tíz dal került így megírásra a Jonas Brothers-szel. Lovato erről így nyilatkozott: „Velük írtam, segítettek. Tudták, mi a szituáció, és amikor felszálltunk a buszra egy éjjel - a dalok csak úgy ömlöttek.” Még a turné európai szakasza előtt stúdióba vonultak, ahol John Fields producer is dolgozott az énekessel. Nick Jonas véleménye a produceri munkálatokról: „Producernek lenni nagyon király és valami olyan, amit még sokáig fogunk csinálni.” Az albumot tíz és fél nap alatt vették fel. A Get Back mögötti inspiráció a témaváltási szándék a szomorú és szakítással kapcsolatos felvételek sokasága után. Helyette egy régi baráttal való összejövetelről akart dalt szerezni. „Ez egy mókás, tempós dal és vicces annak a személynek énekelni, akiről írtam” - tette hozzá Demi. A La La Land Lovato tolla által íródott a Jonas Brothers segítségével, mely a „hírnév nyomásáról” szól. Lovato szerint „Eljutsz Hollywood-ba, és sokan megpróbálnak átformálni téged azzá amit ők akarnak. A dal arról szól, hogy maradj önmagad amikor Hollywood-ban vagy.” A Don’t Forget a Jonas Brothers-nek köszönhetően íródott, Demi viszonzatlan szerelméről szól. „Egy ilyen élményen mentem keresztül, és írni akartam erről. Túl tettem magam rajta, és most, egy évvel később már nem érzek semmi a személy után” - mondta az énekes. Az albumot olyan előadók inspirálták, mint Paramore, Kelly Clarkson, Christina Aguilera, Billy Gillman,Aretha Franklin és Gladys Knight.
Az albumon található dalok közül haton a Jonas Brothers, a többin Fields dolgozott, mint producer.

## Kereskedelmi fogadtatás
2008. október 11-én az album második helyen debütált a Billboard 200-on, 89 000 eladott példánnyal. A második hetet már a 16. helyen töltötte a lemez. 45 hét után tűnt el az eladási listáról félmillió eladással és arany minősítéssel. A Canadian Albums Chart-on 9. helyezéssel debütált, viszont mindössze 2 hétig volt jelen a listán. 2009. április 26-án a spanyol albumlista 13 pozícióján jelent meg. Szeptember 27-ig, 23 héten át rajta volt az albumlistán. Az új-zélandi albumlistán 34., a brit albumlistán 192. helyezéssel mutatkozott be.

## Promóció

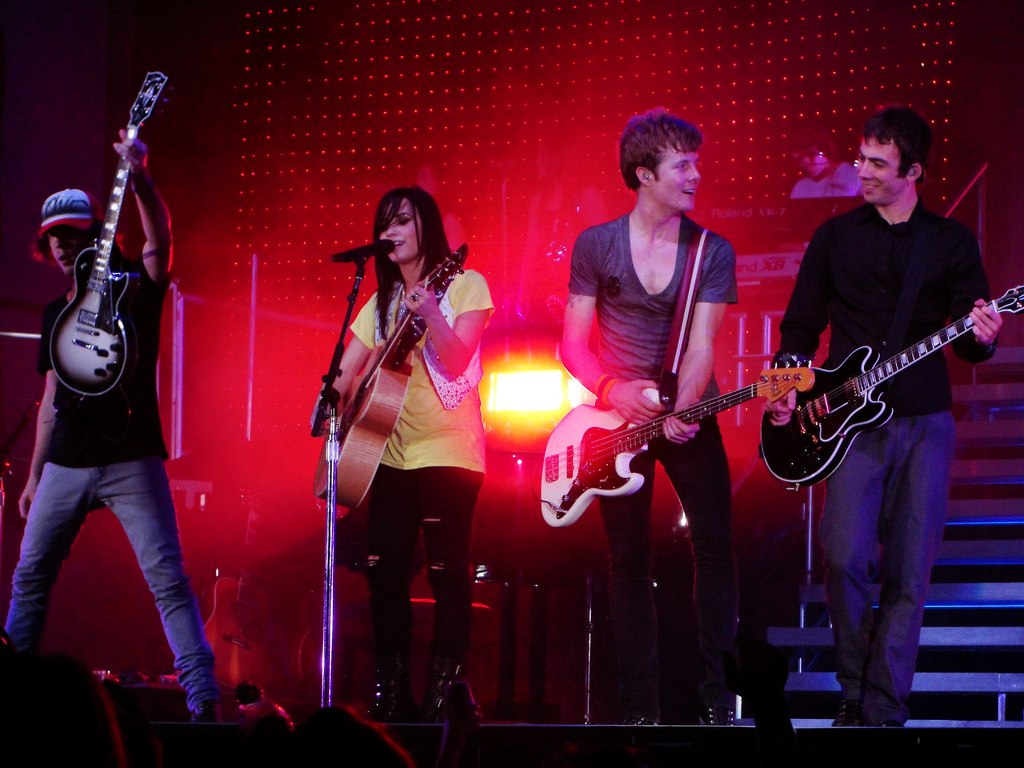
Lovato együttesével 2009-es turnéja egyik állomásán.

A promóció részeként Lovato számtalan televíziós műsorban jelent meg. A Get Back-et a 2008 Disney Channel Games-en adta elő május 4-én. Október 1-jén a The Ellen DeGeneres Show-ban énekelte el a dalt. 2009. január 19-én már a La La Land-et is előadta a |Kids' Inaugural: "We Are the Future" elnevezésű rendezvényen. Április 7-én a Dancing with the Stars fellépője volt. A The Ellen DeGeneres Show-ban még egyszer megjelent áprilisban, a Don’t Forget-et előadva. Április 25-én a My Camp Rock versenyre is hivatalos volt, ahol a nyertes díját is ő adta át.
Ezeken túl megkezdte 2009-es nyári turnéját, mellyel Dél-Amerika városait járta. David Archuleta nyitóelőadóként jelent meg a koncertkörúton. Lovato így nyilatkozott blogján: „Annyira izgatott vagyok az első saját turném miatt. Imádok utazva élni. Minden éjjel más városban vagyok, és ez sosem válik unalmassá.” Jordan Pruitt és a KSM is megjelent néhány állomáson. Júniusban kezdődött el a turné Hartford-ban, végül novemberben fejeződött be néhány dátum eltolása miatt. Három fellépés mondtak le, így 44 helyszínen jelent meg Lovato.

## Az album dalai
| 1.    | La La Land                                  | Demi Lovato, Nick Jonas, Joe Jonas, Kevin Jonas II | John Fields, Jonas Brothers | 3:16 |
| 2.    | Get Back                                    | Lovato, N. Jonas, J. Jonas, K. Jonas               | Fields, Jonas Brothers      | 3:20 |
| 3.    | Trainwreck                                  | Lovato                                             | Fields                      | 3:17 |
| 4.    | Party                                       | Lovato, Fields, Robert Schwartzman                 | Fields                      | 3:53 |
| 5.    | On the Line (közreműködik a Jonas Brothers) | Lovato, N. Jonas, J. Jonas, K. Jonas               | Fields, Jonas Brothers      | 3:26 |
| 6.    | Don’t Forget                                | Lovato, N. Jonas, J. Jonas, K. Jonas               | Fields, Jonas Brothers      | 3:43 |
| 7.    | Gonna Get Caught                            | Lovato, N. Jonas, J. Jonas, K. Jonas               | Fields, Jonas Brothers      | 3:11 |
| 8.    | Two Worlds Collide                          | Lovato, N. Jonas, J. Jonas, K. Jonas               | Fields, Jonas Brothers      | 3:18 |
| 9.    | The Middle                                  | Kara DioGuardi, Fields, Jason Reeves               | Fields                      | 3:05 |
| 10.   | Until You’re Mine                           | Adam Watts, Andy Dodd                              | Fields                      | 3:31 |
| 11.   | Believe in Me                               | Lovato, Fields, DioGuardi                          | Fields                      | 3:42 |
| 37:42 |                                             |                                                    |                             |      |

| 12. | La La Land (Caramel Pod D Remix) | 7:11 |

| 12. | Back Around | Lovato, N. Jonas, J. Jonas, K. Jonas | Fields, Jonas Brothers | 3:10 |

| 12. | Behind Enemy Lines                         | Lovato, N. Jonas, J. Jonas, K. Jonas | Fields, Jonas Brothers | 2:50 |
| 13. | Lo Que Soy (This Is Me – spanyol változat) | Watts, Dodd                          | Watts, Dodd            | 3:28 |

| 1. | Get Back (The Making of the Video & Music Video)           |  |
| 2. | Backstage footage from Jonas Brothers 2008 Burnin' Up Tour |  |
| 3. | La La Land (The Making of the Video & Music Video)         |  |
| 4. | Don't Forget (Live performance)                            |  |
| 5. | Behind the Scenes & Photo Slideshow                        |  |
| 6. | In the Studio with Demi Lovato                             |  |

## Közreműködők
| - Demi Lovato — dalszerzés, zongora, vokál - Tommy Barbarella — orgona, billentyűk - Michael Bland — dob - Devin Bronson — gitár - Ken Chastain — ütés, programozás - Dorian Crozier — dob - Eddie DeLaGarza — vezetés - Kara DioGuardi — dalszerzés, vokál - Andy Dodd — dalszerzés - John Fields — basszusgitár, gitár, dalszerzés, billentyűk, programozás, producer, hangmérnök - Joe Jonas — dalszerzés, vokál, gitár - Kevin Jonas II — gitár, vokál, dalszerzés, vezetés - Nick Jonas — vokál, gitár, dob, dalszerzés - Nik Karpen — asszisztens | - Jack Lawless — dob - Jon Lind — A&R - Chris Lord-Alge — keverés - Stephen Lu — keyboards, elrendezés - Sheryl Nields — fényképezés - Will Owsley — gitár, vokál - Tim Pierce — gitár - Jason Reeves — dalszerzés - Daniel Rojas — gitár - Robert Schwartzman — dalszerzés, vokál - Dave Snow — rendező - Gavin Taylor — rendező, design - John Taylor — gitár, vokál - Adam Watts — dalszerzés |

Forrás:

## Albumlistás helyezések
| Albumlista (2008–09)  | Legjobb helyezés |
| --------------------- | ---------------- |
| Canadian Albums Chart | 4                |
| Olasz albumlista      | 77               |
| Japán albumlista      | 116              |
| Mexikói albumlista    | 62               |
| Új-zélandi albumlista | 34               |
| Lengyel albumlista    | 43               |
| Spanyol albumlista    | 13               |
| Brit albumlista       | 192              |
| Billboard 200         | 2                |

| Ország                  | Minősítés |
| ----------------------- | --------- |
| Egyesült Államok (RIAA) | Arany     |
| Kanada (CRIA)           | Arany     |
| Brazília (ABPD)         | Arany     |

## Megjelenések
| Ország             | Dátum                | Formátum               | Kiadó                 | Kiadás   |
| ------------------ | -------------------- | ---------------------- | --------------------- | -------- |
| Egyesült Államok   | 2008. szeptember 23. | CD, digitális letöltés | Hollywood Records     | Standard |
| Kanada             | 2008. szeptember 23. | CD, digitális letöltés | Hollywood Records     | Standard |
| Japán              | 2009. február 18.    | CD                     | Avex Entertainment    | Standard |
| Egyesült Államok   | 2009. március 31.    | CD                     | Hollywood Records     | Deluxe   |
| Kanada             | 2009. március 31.    | CD                     | Hollywood Records     | Deluxe   |
| Egyesült Királyság | 2009. április 16.    | Digitális letöltés     | Universal Music Group | Standard |
| Ausztrália         | 2009. április 19.    | Digitális letöltés     | Hollywood Records     | Standard |
| Egyesült Királyság | 2009. április 20.    | CD                     | Polydor Records       | Standard |

## Fordítás
Ez a szócikk részben vagy egészben  a   Don't Forget című angol Wikipédia-szócikk fordításán alapul.  Az eredeti cikk szerkesztőit annak laptörténete sorolja fel. Ez a jelzés csupán a megfogalmazás eredetét és a szerzői jogokat jelzi, nem szolgál a cikkben szereplő információk forrásmegjelöléseként.